# Fredrik Meyer

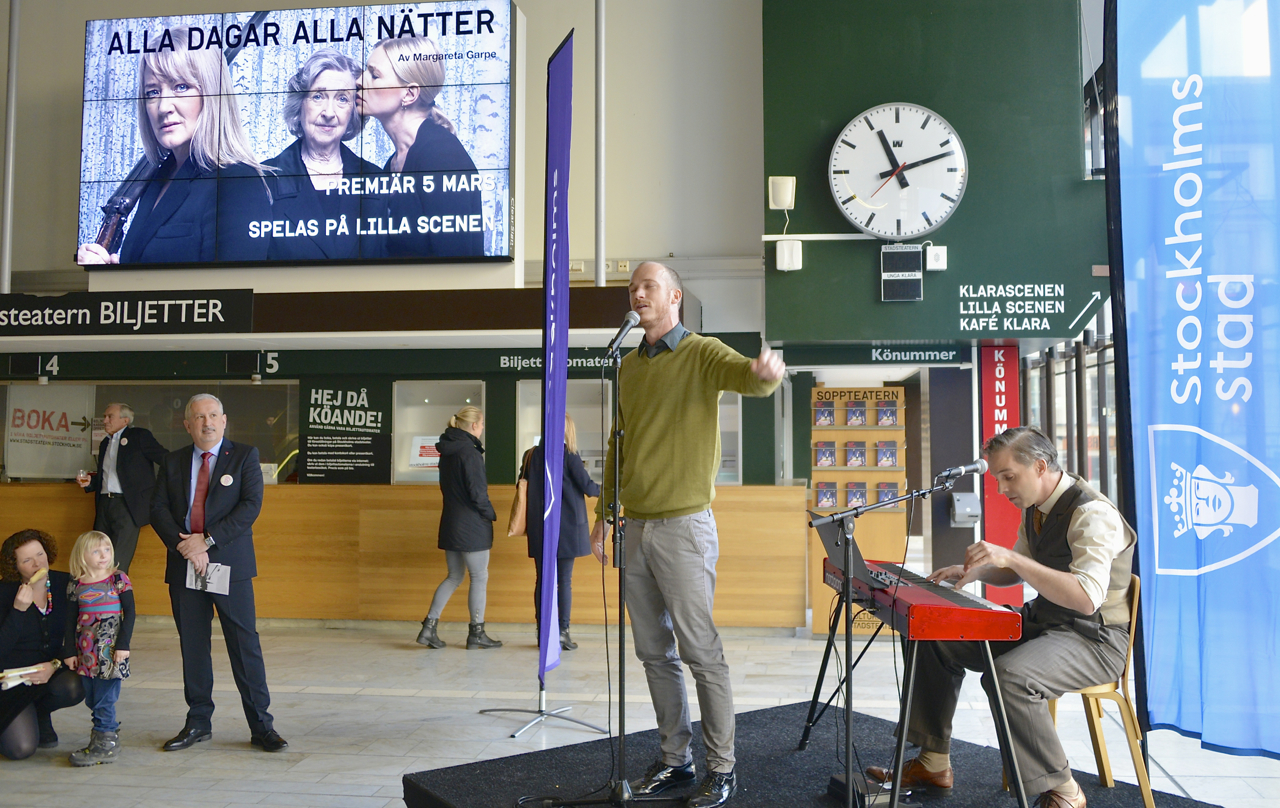
Albin Flinkas och Fredrik Meyer framför ett musiknummer på Kulturhuset Stadsteatern i Stockholm i samband med husets 40-årsfirande 2014.

Claes Fredrik Meyer, född 7 mars 1970 i Matteus församling, Stockholm, är en svensk skådespelare och musiker.

## Biografi
Han är utbildad vid Teaterhögskolan i Stockholm. Meyer har sjungit i Operakören och arbetat bland annat på Stockholms stadsteater, Malmö stadsteater, Dramaten, Östgötateatern och Uppsala stadsteater.
Hösten 2012 regidebuterade han med Över gränsen av N. Tersman. Föreställningen producerades av Teater Komet och spelades på Stockholms Stadsteater/Friscen. Meyer har tillsammans med kollegan Albin Flinkas producerat och framfört en rad musikteaterföreställningar. Produktionen Jag är Gud, bygger på Eva Dahlgrens texter och spelades hösten 2012 på Dansmuseet. Meyer och Flinkas har tidigare gjort bland annat föreställningarna "Brel", "Fredrik och Albin hör bara Hörberg". Den sistnämnda spelades förutom på Dansmuseet även på Maximteatern.

## Filmografi
- 1996 – Synden är listig och lömsk
- 1998 – Ivar Kreuger (TV-serie)
- 1999 – Ett litet rött paket (TV-serie)
- 2012 – Modig (röst)
- 2013 – Återträffen
- 2017 – Saknad (TV-serie)
- 2020 – Helt perfekt (TV-serie)

## Teater

### Roller (ej komplett)
| År   | Roll                         | Produktion                                                                     | Regi                                                   | Teater                    |
| ---- | ---------------------------- | ------------------------------------------------------------------------------ | ------------------------------------------------------ | ------------------------- |
| 2000 | Fenton                       | Muntra fruarna i Windsor (The Merry Wives of Windsor) William Shakespeare      | Ronny Danielsson                                       | Stockholms stadsteater    |
| 2002 |                              | Richard III (The Life and Death of King Richard the Third) William Shakespeare | Pontus Plaenge                                         | Shakespeare på Gräsgården |
| 2003 | du Paty                      | Dreyfus Magnus Dahlström                                                       | Claes Lundberg                                         | Östgötateatern            |
| 2006 | Lysander                     | En midsommarnattsdröm (A Midsummer Night's Dream) William Shakespeare          | Alexander Mørk-Eidem                                   | Stockholms stadsteater    |
| 2008 | Mjölnaren A Skolmästarn Mark | Stora landsvägen August Strindberg                                             | Wilhelm Carlsson                                       | Stockholms stadsteater    |
| 2008 |                              | Zorro Erik Norberg                                                             | Alexander Öberg                                        | Uppsala stadsteater       |
| 2008 |                              | Rigoletto/Djurisk åtrå Francesco Maria Piave                                   | Mellika Melouani Melani                                | Uppsala stadsteater       |
| 2009 |                              | Soundtrack of your life                                                        | Linus Tunström Tomas Alfredson                         | Uppsala stadsteater       |
| 2009 |                              | Knutby Malin Lagerlöf                                                          | Eva Dahlman                                            | Uppsala stadsteater       |
| 2012 | Stanley                      | Kort möte (Brief Encounter) Noël Coward                                        | Colin Nutley                                           | Stockholms stadsteater    |
| 2014 | Medverkande                  | En lunch med Forssell Albin Flinkas och Fredrik Meyer                          |                                                        | Kulturhuset Stadsteatern  |
| 2014 | Medverkande                  | Den allvarsamma leken Emma Sandanam och Mette Herlitz                          | Albin Flinkas Maja Rung Fredrik Meyer Marika Willstedt | Kulturhuset Stadsteatern  |
| 2015 | Hades Pianist                | Orfeus och Eurydike Emma Sandanam och Mette Herlitz                            | Albin Flinkas Maja Rung Fredrik Meyer Marika Willstedt | Kulturhuset Stadsteatern  |
| 2015 | Medverkande                  | Köp hjärtan Vanna Rosenberg och Jonna Nordenskiöld                             | Jonna Nordenskiöld                                     | Kulturhuset Stadsteatern  |
| 2016 | Medverkande                  | Närmare döden - En tvåpersonersrevy Lotta Olsson                               | Albin Flinkas Fredrik Meyer                            | Kulturhuset Stadsteatern  |
| 2016 | Sarastro                     | Trollflöjten 2.0 Emma Sandanam och Mette Herlitz                               | Fredrik Meyer                                          | Parkteatern               |
| 2016 | Medverkande                  | En tröst om hösten - En revy i tiden Adde Malmberg                             | Adde Malmberg                                          | Kulturhuset Stadsteatern  |
| 2017 | Medverkande                  | Prata högre, Karin - En tryckfrihetsrevy Lotta Olsson och Georg Wadenius       | Olle Törnqvist                                         | Kulturhuset Stadsteatern  |
| 2017 | Medverkande                  | Närmare döden - En tvåpersonersrevy Lotta Olsson                               | Albin Flinkas Fredrik Meyer                            | Kulturhuset Stadsteatern  |
| 2017 | Hades Pianist                | Orfeus och Eurydike Emma Sandanam och Mette Herlitz                            | Albin Flinkas Maja Rung Fredrik Meyer Marika Willstedt | Kulturhuset Stadsteatern  |
| 2017 | Medverkande                  | En lunch med Forssell Albin Flinkas och Fredrik Meyer                          |                                                        | Kulturhuset Stadsteatern  |
| 2017 | Medverkande                  | Jag ska bli nummer ett! Marianne Goldman                                       | Hans Marklund                                          | Kulturhuset Stadsteatern  |
| 2018 |                              | Och så levde de lyckliga Lotta Olsson                                          | Sissela Kyle                                           | Kulturhuset Stadsteatern  |
| 2019 |                              | Den sista kabarén! Andreas T. Olsson och Sara Jangfeldt                        |                                                        | Kulturhuset Stadsteatern  |
| 2019 |                              | Händer Lotta Olsson                                                            | Adde Malmberg                                          | Kulturhuset Stadsteatern  |
| 2021 | Medverkande                  | På jakt efter bibliotekstjuven Filip Alexanderson                              | Filip Alexanderson                                     | Kulturhuset Stadsteatern  |
| 2021 |                              | I väntan på entré Lotta Olsson                                                 | Hans Marklund                                          | Kulturhuset Stadsteatern  |
| 2022 | Andreas                      | En tillfällig ensemble sätter upp Kung Lear Johanna Lazcano Osterman           | Johanna Lazcano Osterman                               | Kulturhuset Stadsteatern  |

### Regi (ej komplett)
| År   | Produktion       | Upphovsmän                      | Teater                   |
| ---- | ---------------- | ------------------------------- | ------------------------ |
| 2016 | Medan vi väntar  | Per Naroskin                    | Kulturhuset Stadsteatern |
| 2016 | Trollflöjten 2.0 | Emma Sandanam och Mette Herlitz | Parkteatern              |